# Пам'ятки історії Новоушицького району
У Новоушицькому районі Хмельницької області згідно з даними управління культури, туризму і курортів Хмельницької облдержадміністрації перебуває 45 пам'яток історії. З них 40 — могили радянських воїнів та пам'ятні знаки воїнам-односельчанам.
| № пп | Охорон. номер | Найменування | Місцезнаходження                                 | Рік встановлення                 | Автор                                                          |
| ---- | ------------- | --- | ------------------------------------------------ | -------------------------------- | -------------------------------------------------------------- |
| 1    | 1814          | Пам'ятний знак на місці подвигу Героя Радянського Союзу Я. Х. Кольчака                                          | смт Нова Ушиця, вул. Кольчака, 1                 | 1980                             | Львівська КСФ                                                  |
| 2    | 2291          | Могила І. П. Онищука                                                                                            | смт Нова Ушиця, вул. Кольчака, 3 кладовище       | 1932                             | місцеві майстри                                                |
| 3    | 2292          | Могила О. М. Молчанова                                                                                          | смт Нова Ушиця, вул. Кольчака, 3 кладовище       | 1965                             | місцеві майстри                                                |
| 4    | 2293          | Братська могила радянських воїнів                                                                               | смт Нова Ушиця, вул. Кольчака, 3 кладовище       | 1965                             | місцеві майстри                                                |
| 5    | 946           | Приміщення, в якому розташовувався штаб 41-ї стрілецької дивізії 7-ї армії Південно-Західного фронту            | смт Нова Ушиця, вул. Подільська, 3               | Кінець XIX — початок ХХ ст. 1957 | місцеві майстри                                                |
| 6    | 945           | Будинок, в якому розташовувався повітовий ревком, перший партійний осередок                                     | смт Нова Ушиця, вул. Подільська, 16              | Кінець XIX — початок ХХ ст. 1957 | місцеві майстри                                                |
| 7    | 924           | Меморіальний комплекс: Пам'ятний знак на честь воїнів-земляків, Братська могила радянських воїнів               | смт Нова Ушиця, вул. Подільська, 20              | 1968 заміна 1968                 | Львівська КСФ                                                  |
| 8    | 947           | Приміщення, в якому відбувався Перший повітовий з'їзд Рад робітничих, селянських та червоноармійських депутатів | смт Нова Ушиця, вул. Подільська, 22              | Кінець XIX — початок ХХ ст. 1957 | місцеві майстри                                                |
| 9    | 925           | Братська могила жертв фашизму                                                                                   | смт Нова Ушиця південна околиця урочища «Трихов» | 1958                             | місцеві майстри                                                |
| 10   | 915           | Братська могила радянських воїнів                                                                               | с. Антонівка                                     | 1954                             | Львівська КСФ                                                  |
| 11   | 2295          | Братська могила червоноармійців                                                                                 | 2 км на північ від с. Балабанівка                | 1990                             | Київське ХВО «Художник», скульптор О. Б. Косткевич             |
| 12   | 930           | Пам'ятний знак на честь воїнів-односельчан                                                                      | с. Березівка, вул. Центральна                    | 1969                             | Львівська КСФ                                                  |
| 13   | 931           | Пам'ятний знак на честь воїнів-односельчан                                                                      | с. Борсуки                                       | 1967                             | Львівська КСФ                                                  |
| 14   | 916           | Братська могила радянських воїнів                                                                               | с. Бучая                                         | 1956 заміна 1984                 | Київське ХВО «Художник»                                        |
| 15   | 933           | Пам'ятний знак на честь воїнів-односельчан                                                                      | с. Бучая                                         | 1972                             | Львівська КСФ                                                  |
| 16   | 917           | Братська могила радянських воїнів                                                                               | с. Вільховець, вул. Молодіжна, 24                | 1954                             | Київське ХВО «Художник»                                        |
| 17   | 932           | Пам'ятний знак на честь воїнів-односельчан                                                                      | с. Вільховець                                    | 1967                             | Хмельницький асфальтно-бетонний завод                          |
| 18   | 2296          | Могила червоноармійця                                                                                           | 2 км на захід с. Глибівка                        | 1923 заміна 1995                 | місцеві майстри                                                |
| 19   | 918           | Меморіальний комплекс: пам'ятний знак на честь воїнів-односельчан; братська могила радянських воїнів            | с. Глибочок, вул. Центральна                     | 1955                             | Київське ХВО «Художник»                                        |
| 20   | 919           | Братська могила радянських воїнів                                                                               | с. Глібів                                        | 1955, заміна 1990                | Львівська КСФ                                                  |
| 21   | 2298          | Пам'ятний знак на честь воїнів-односельчан                                                                      | с. Губарів, вул. Центральна                      | 1979                             | Київське ХВО «Художник»                                        |
| 22   | 920           | Братська могила радянських воїнів                                                                               | с. Джуржівка                                     | 1955                             | Київське ХВО «Художник»                                        |
| 23   | 1821          | Пам'ятний знак на честь воїнів-односельчан                                                                      | с. Загоряни                                      | 1985                             | Київське ХВО «Художник» скульптор — А. Корнєв                  |
| 24   | 2299          | Братська могила червоноармійців                                                                                 | 1,5 км західніше с. Заміхів                      | 1990                             | Київське ХВО «Художник» скульптор — О. Б. Косткевич            |
| 25   | 1823          | Пам'ятний знак на честь воїнів-односельчан                                                                      | с. Заміхів, вул. Молодіжна, 2                    | 1980                             | Львівська КСФ                                                  |
| 26   | 934           | Пам'ятний знак на честь воїнів-односельчан                                                                      | с. Іванківці, вул. Лебединцева                   | 1949                             | Житомирські ХВМ                                                |
| 27   | 921           | Братська могила радянських воїнів                                                                               | с. Івашківці, вул. Центральна                    | 1964                             | Київське ХВО «Художник»                                        |
| 28   | 935           | Пам'ятний знак на честь воїнів-односельчан                                                                      | с. Івашківці, вул. Центральна                    | 1967                             | Львівська КСФ                                                  |
| 29   | 922           | Братська могила радянських воїнів                                                                               | с. Капустяни                                     | 1956 заміна 1990                 | Львівська КСФ                                                  |
| 30   | 936           | Пам'ятний знак на честь воїнів-односельчан                                                                      | с. Капустяни                                     | 1956 заміна 1990                 | Житомирські ХВМ                                                |
| 31   | 937           | Пам'ятний знак на честь воїнів-односельчан                                                                      | с. Куражин, вул. Центральна                      | 1969                             | Житомирські ХВМ                                                |
| 32   | 923           | Братська могила радянських воїнів                                                                               | с. Куча, вул. Шкільна                            | 1955                             | Львівська КСФ                                                  |
| 33   | 972           | Пам'ятний знак на честь воїнів-односельчан                                                                      | с. Куча, вул. Шкільна                            | 1972                             | Львівська КСФ                                                  |
| 34   | 2220          | Пам'ятний знак на честь воїнів-односельчан                                                                      | с. Мала Стружка                                  | 1984                             | Київське ХВО «Художник»                                        |
| 35   | 926           | Братська могила радянських воїнів                                                                               | с. Отроків, вул. Центральна                      | 1954                             | Львівська КСФ                                                  |
| 36   | 927           | Братська могила радянських воїнів                                                                               | с. Песець, кладовище                             | 1956 заміна 1990                 | Хмельницький кооператив «Пам'ять», скульптор К. С. Маєвський   |
| 37   | 940           | Пам'ятний знак на воїнів-односельчан                                                                            | с. Песець                                        | 1967, заміна 1990                | Хмельницький кооператив «Пам'ять», скульптор — К. С. Маєвський |
| 38   | 941           | Пам'ятний знак на честь воїнів-односельчан                                                                      | с. Пижівка, вул. Кооперативна                    | 1969 заміна 1987                 | Житомирські ХВМ                                                |
| 39   | 942           | Пам'ятний знак на честь воїнів-односельчан                                                                      | с. Пилипи-Хребтіївські, вул. Ушинського          | 1969                             | Житомирські ХВМ                                                |
| 40   | 2304          | Пам'ятний знак на честь воїнів-односельчан                                                                      | с. Пилипківці                                    | 1980                             | Львівська КСФ                                                  |
| 41   | 2306          | Пам'ятний знак на честь воїнів-односельчан                                                                      | с. Садове                                        | 1970                             | місцеві майстри                                                |
| 42   | 928           | Братська могила радянських воїнів                                                                               | с. Струга                                        | 1954                             | Львівська КСФ                                                  |
| 43   | 943           | Пам'ятний знак на честь воїнів-односельчан                                                                      | с. Струга                                        | 1967 заміна 1990                 | Хмельницький кооператив «Пам'ять» скульптор — К. С. Маєвський  |
| 44   | 929           | Братська могила радянських воїнів                                                                               | с. Тимків, вул. Центральна                       | 1950                             | Львівська КСФ                                                  |
| 45   | 944           | Пам'ятний знак на честь воїнів-односельчан                                                                      | с. Хребтіїв                                      | 1969                             | Житомирські ХВМ                                                |
|      |               | |                                                  |                                  |                                                                |